# 波将金号战列舰
“波将金”号战舰（英語：Russian battleship Potemkin，羅馬化：Battleship Potemkin，直译：「“陶里斯的波将金亲王”」）是一艘俄罗斯帝国海军黑海艦隊的前无畏级战舰。其因发生于1905年6月（该年革命时期）的船员起义而名声大噪。这一事件现在被视为是1917年俄国革命的第一步。这次兵变也被电影导演谢尔盖·米哈依洛维奇·爱森斯坦作为1925年无声宣传片《战舰波将金号》的故事原型。
起义者在罗马尼亚康斯坦察寻求到庇护后，俄国回收了该舰，该舰的名字也被改为“潘特莱蒙”号（俄语：Пантелеимон）。该舰曾于1909年意外击沉了一艘俄国潜艇，也曾在1911年因擱淺遭到严重破坏。在第一次世界大战期间，“潘特莱蒙”号曾于1914年末参加了萨利赫角战役，1915年初也参与了几次针对博斯普鲁斯海峡的炮击行动，包括一次遭到奥斯曼土耳其海军战列巡洋舰“严君塞利姆苏丹”号的进攻——“潘特莱蒙”号联合其他几艘俄罗斯前无畏舰在对方还没来得及造成任何严重的破坏前将其击退。当俄国海军最早的无畏舰甘古特级战列舰于1915年末投入服役后，“潘特莱蒙”号开始退居二线。在当时，该舰的舰载设施已经过时，并于1918年降格为后备停泊在塞瓦斯托波尔港。
“潘特莱蒙”号曾于1918年5月德军攻占塞瓦斯托波尔时被俘获，并在1918年11月停战后，被移交给协约国。英军在1919年撤出塞瓦斯托波尔时将“潘特莱蒙”号的引擎破坏，以防止被推进而来的布尔什维克党领导的红军用来针对白军。而当白军在1920年撤离克里米亚时，该舰被再次弃置，并最终于1923年由苏联当局下令拆解。

## 设计和建造

### 计划
计划开始于1895年，新战舰将在尼古拉耶夫海军部造船厂采用预定于1896年启用的滑道建造。海军参谋部以及黑海舰队的指挥官海军中将K·P·皮利金都同意复制佩列斯维特级战舰的设计，但他们的决议遭到海军司令阿列克赛·亚历山大罗维奇大公的驳回。这位海军司令认为佩列斯维特级射程远但威力不足的10英寸（254）舰炮不适用于黑海水域狭窄的活动环境下，并下令战舰按照“三圣徒”号战舰的改进版来设计。这些改进包括建造更高的艏楼舰型设计，以提高舰体的船舶耐波性、采用炮廓式主炮代替炮塔、使用克虏伯渗碳装甲和贝尔维尔锅炉。由于海军技术委员会的各个部门提出的大量变更，使得设计过程极为复杂。1897年6月12日该舰的设计终于获得了批准，然而持续的设计变更延缓了船体建造的进度。

### 建造和海试
“波将金”号的建造始于1897年12月27日，1898年10月10日在尼古拉耶夫海军部造船厂铺设龙骨。其名得于一代俄罗斯军事家和政治家，格里高利·波将金亲王。该舰舰体在1900年10月9日下水，并于1902年7月4日转移到塞瓦斯托波尔拉扎列夫海军船厂进行舾装。该舰于1903年9月开始海试并一直断断续续的进行，直到1905年年初完成炮塔的安装。

## 概要
“波将金”号水线长度371英尺5英寸（113.2），全长378英尺6英寸（115.4），舷宽73英尺（22.3），而最大吃水深度则是27英尺（8.2）。实际排水量达到12,900長噸（13,100公噸），比设计排水量的12,480長噸（12,680公噸）还多420長噸（430公噸）。“波将金”号的船员包括26名军官和705名水手。

### 动力
本舰有两台三缸直立三重膨胀蒸汽机，每一台推动一个直径4.2（14英尺）的四叶螺旋桨，总计设计输出10,600匹指示馬力（7,900千瓦特）。22台贝尔维尔锅炉在15標準大氣壓（1,520千帕斯卡；220磅力每平方英寸）的压力下提供蒸汽到发动机。前锅炉舱中8个锅炉是燃油锅炉，其余14个则是燃煤锅炉。在1903年10月31日海上试航中，该舰达到了16.5節（30.6每小時；19.0英里每小時）的速度。1904年1月2日因漏油造成了严重的火灾，导致海军花费20000卢布将该舰的锅炉全部改造为燃煤型。1914年5月的海上试航中，该舰达到了16.9節（31.3每小時；19.4英里每小時）的最高速度。“波将金”号的设计储煤量为950長噸（970公噸），在载有1,100長噸（1,100公噸）煤炭的满负荷承载下以10節（19每小時；12英里每小時）航速达到3,200海里（5,900；3,700英里）的续航里程。

### 武装
主要武器包括分别安装在上层建筑前部和后部的2座40倍径12英寸（305）1895年式双联主炮塔。电操作炮塔源自彼得罗巴甫洛夫斯克级战列舰曾使用过的设计。这些火炮具有+15°的最大仰角且射速很慢，在射击试验中每4分钟只能发射一发炮弹。其发射337.7（745磅）炮弹的炮口初速达到2,792英尺每秒（851每秒）。在+10°仰角下发射炮弹能达到13,000碼（12,000）的最大射程。“波将金”号给每门炮携带60发炮弹，其中榴弹、穿甲弹和铸铁制破片弹各18发，半穿甲弹4发，榴霰弹2发。
副炮是16门被安装在炮廓内的45倍径6英寸（152）卡内特1892年式速射炮。其中12门安装在舰体侧面主甲板，其余4门安装在艏楼甲板上层建筑的四角的炮廓内。其发射41.46（91.4磅）炮弹的炮口初速达到792每秒（2,600英尺每秒）。当在+20°仰角下发射炮弹能达到11,523（12,602碼）的最大射程。每门炮携带160发炮弹。
小型舰炮被用于进行对鱼雷艇的近距离防御。其中包括14门50倍径卡内特75（3.0英寸）速射炮：4门装在船体窗孔，其余10门装在上层建筑部。每门炮携带300发炮弹。其发射4.9（11磅）炮弹的炮口初速达到2,700英尺每秒（820每秒），最大射程达7,005碼（6,405）。该舰还装载有6挺47（1.9英寸）霍奇基斯机枪，4挺被安装在战斗桅楼，两挺装在上层建筑。其发射2.2磅（1.00）炮弹的炮口初速达到1,400英尺每秒（430每秒）。
“波将金”号安装有5具15英寸（381）水下鱼雷发射管：舰艏有一具、左右舷各有两具，每具发射管携带三枚鱼雷。然而所使用鱼雷的型号随时间发生变化，“波将金”号最早装备的鱼雷是M1904型鱼雷。该型号鱼雷战斗部重量150磅（70），航速33節（61每小時；38英里每小時），最大射程870碼（800）。
1907年，主炮和副炮开始装配有瞄准镜。1908年或者在这之后，开始装有2.5（8英尺2英寸）测距仪。舰艏鱼雷发射管和战斗桅楼一样于1910至1911年间被移除。次年，对主炮塔机械进行了升级并对炮体进行了修改，将射速提高为每40秒一发。
两门57（2.2英寸）高射炮于1915年6月3日至6日安装在上层建筑上。之后可能是在1916年，分别在两门主炮塔上各加装了1门75（3.0英寸）高射炮。同年2月，舰上的其余四具鱼雷发射管被拆除。在第一次世界大战期间的某一时间，舰上的75（3.0英寸）舰炮也被拆除。

### 防护
克虏伯渗碳装甲制主装甲带的最大厚度为9英寸（229），而弹药库区域则减少到8英寸（203）。主装甲带全长237英尺（72.24），高7英尺6英寸（2.3），其中5英尺（1.52）是在水线以下，向下直到底部边缘，厚度逐渐减少到5英寸（127）。与7英寸（178）厚的横水密艙壁连在一起保护动力舱和弹药库。舰体首尾外围水线附近敷设有2英寸（51）厚的防破片装甲。
侧装甲带的上方是6英寸（152）厚的装甲列板，这一道列板长156英尺（47.5）与前后横隔舱壁相闭合。艏楼甲板上的6英寸（152）炮由5英寸（127）厚的装甲保护。主炮塔侧壁装甲厚10英寸（254），顶部厚2英寸（51）。指挥塔的装甲厚达9英寸（229），顶部厚2英寸（51）。舰舯部分水平装甲厚2英寸（51），是由0.6英寸（15）的甲板和1.4英寸（36）的镍钢组成。穹甲则由0.6英寸（15）甲板和1.88英寸（47.8）镍钢组成。装甲舱前后的甲板厚3英寸（76）。1910至1911年，前后甲板额外加装了1英寸（25）装甲板，其确切位置已不可考，但它们很可能是用来增加船体两头2英寸（51）装甲列板的高度。

## 服役

### 起义

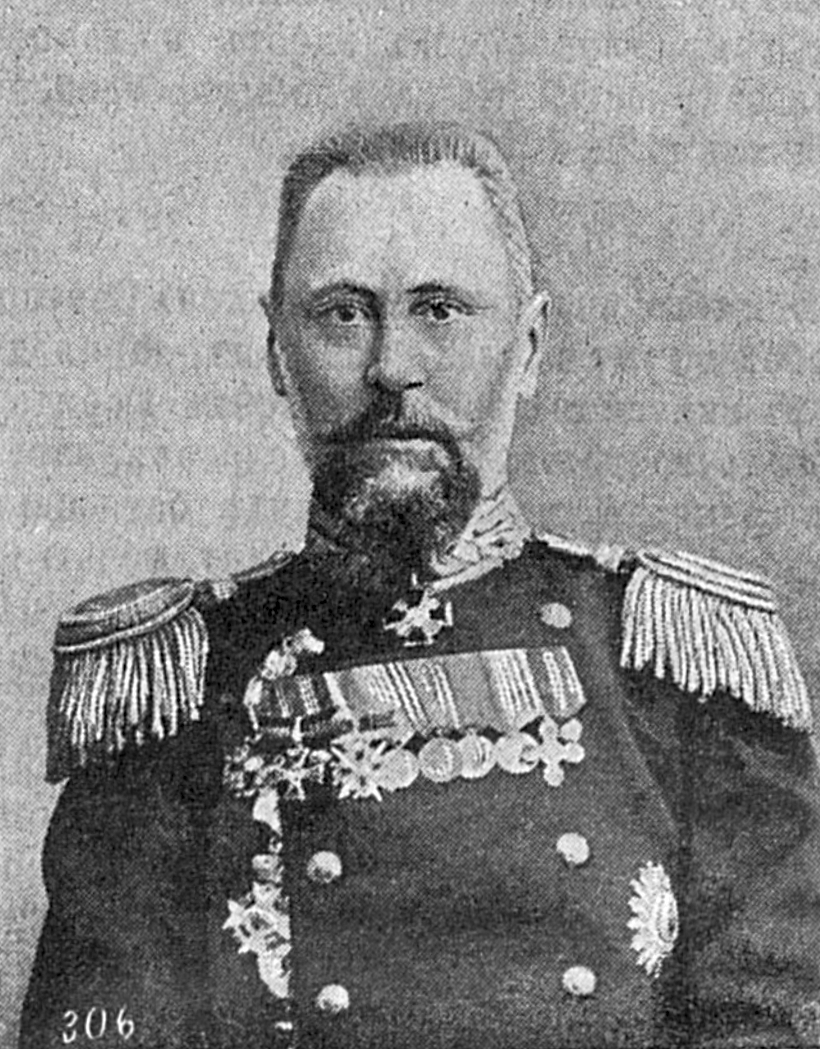
舰长叶夫根尼·戈利科夫

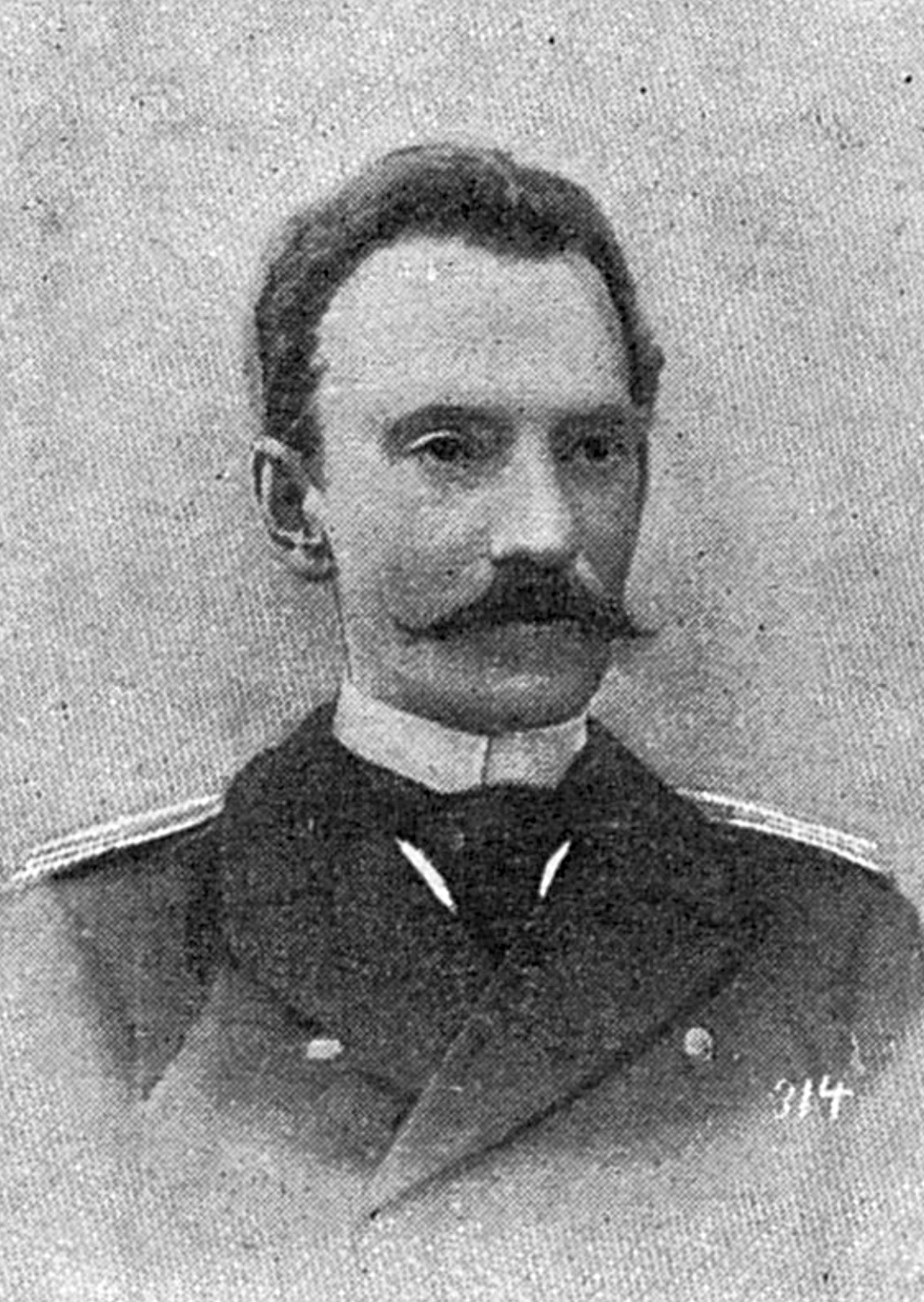
伊波利特·吉利亚罗夫斯基

1904年至1905年的日俄战争期间，许多黑海舰队最有经验的官兵被转移到太平洋舰队以弥补之前的损失。这使得舰队内留下的主要都是训练较少的新兵或后备兵。随着1905年5月日俄对马海战灾难性消息的传来，全员士气空前低落，任何小事就足以引发一场大灾难。籍着当时舰队内外的情况，加上持续的骚乱和起义造成的干扰，被称为的黑海舰队社会民主党组织的中央委员会，在舰队内所有的船只上开始为起义做着准备，以待时机。

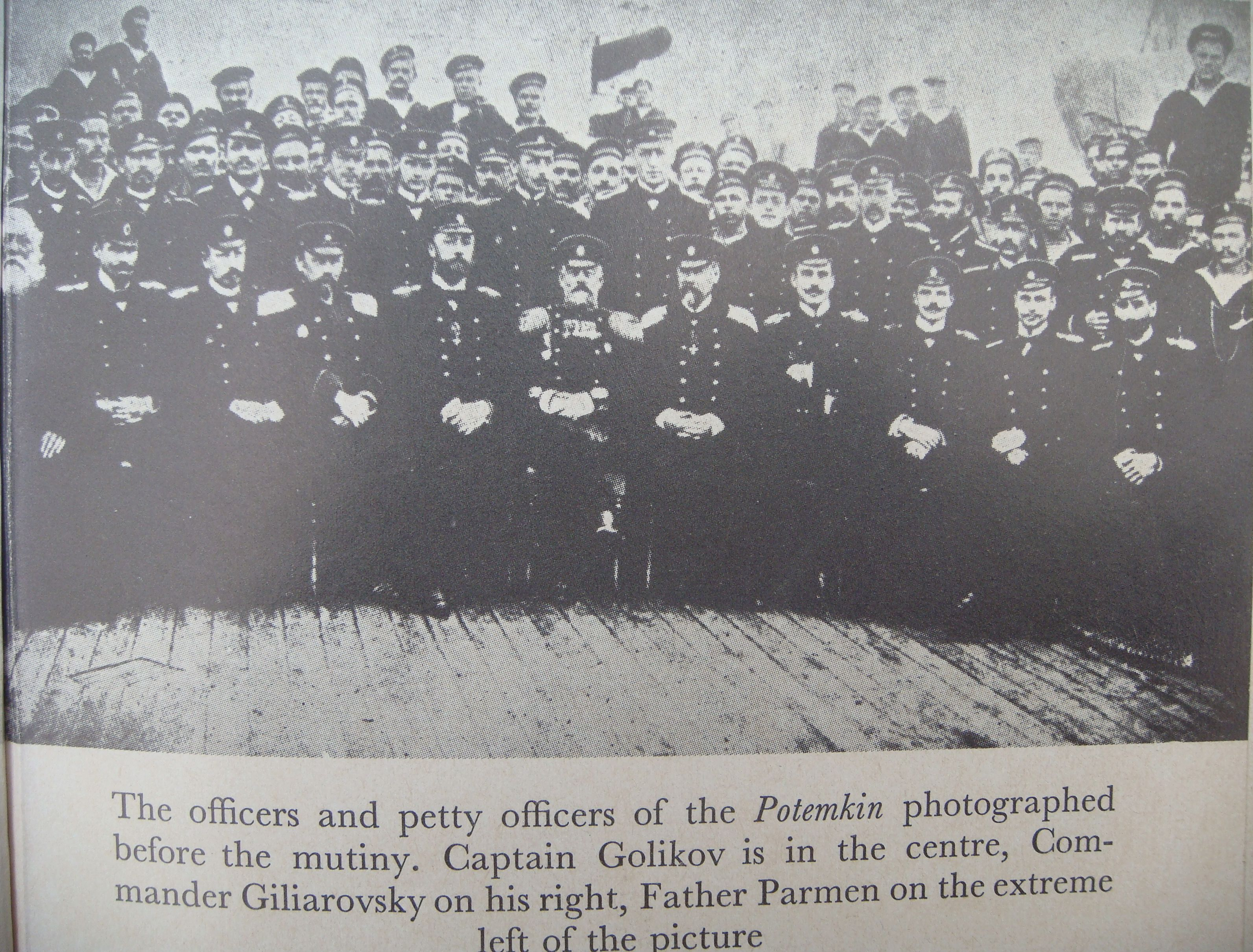
官员和战舰的士官。照片是拍摄在起义发生前不久。

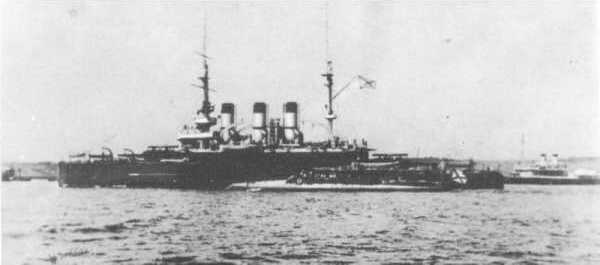
“波将金”号和停泊在其一旁的“伊斯梅尔”号鱼雷艇

1905年6月27日，“波将金”号在乌克兰海岸坦德拉沙嘴附近进行炮击演练时，许多士兵拒绝吃以腐败且生蛆的肉作成的罗宋汤。据说当舰上的二把手伊波利特·吉利亚罗夫斯基威胁要对拒绝进食的船员开枪时，矛盾爆发。吉利亚罗夫斯基令人找来油布铺在甲板上以免被血液弄脏来企图威胁船员就范。此举引发了水手与军官之间的冲突。吉利亚罗夫斯基本人在重伤了起义发起人之一的格里高利·瓦库连丘克之后被其他起义分子杀死。起义分子杀死了“波将金”号18名军官中的7名，包括舰长叶夫根尼·戈利科夫，并夺取了随行的鱼雷艇“伊斯梅尔”号（267号）。之后起义者们组织了一个由25名水手组成的委员会，由阿法纳西·马秋申科领导指挥运作舰只。
这个由水手组成的委员会决定将船挂上红旗开往敖德萨并于当天晚间10点抵达。一场总罢工已经席卷了城市，部分地区因警察尝试对罢工进行镇压而产生了骚乱。第二天，叛乱分子拒绝武装的水兵登陆去帮助引人注目的革命者接管城市，而宁愿等待黑海舰队其他战舰的到来。当天晚些时候“波将金”号上的起义者夺取了已经到达敖德萨的军用运输船“维卡”号。暴乱持续之剧烈以致港区多处被大火烧毁。6月29日下午，重伤而死的瓦库连丘克的葬礼演变成了政治示威，当地军队试图伏击参加葬礼的水手。作为报复，“波将金”号向当时一个高级别军事会议举行地点的剧院发射两枚六英寸炮弹，但并未命中。
政府方面派出两支分舰队前往敖德萨，并命令他们迫使“波将金”号上的水手投降，或者将其击沉。“波将金”号于6月30日出击遭遇三艘前来的战舰，分别是“三圣徒”号、“十二使徒”号和第一分舰队的“常勝者格奧爾吉”號，但他们都没有向“波将金”号开火。在黑海舰队司令海军中将亚历山大·克里格下令下，第二分舰队“罗斯季斯拉夫”号和“锡诺普”号前往敖德萨，并于当天上午晚些时候抵达。“波将金”号再次出击并从舰队队列中间穿过，但克里格中将没有下令他的船开火。“十二使徒”号的舰长试图以冲角冲击“波将金”号并引爆“十二使徒”号的弹药库，但他的企图被船上船员挫败。克里格中将下令舰队返航，但“乔治·波比多洛斯茨”号上的船员也发生起义，并加入“波将金”号。
第二天早晨，“乔治·波比多洛斯茨”号上的忠君船员夺回了舰只的控制权，最终使其在敖德萨港口搁浅。“波将金”号和“伊斯梅尔”号上的船员决定当天晚些时候启程前往康斯坦察，在那里他们可以重新补充食物、水和煤。然而，康斯坦察港口被罗马尼亚巡洋舰“伊莉莎贝塔”号守卫着，罗马尼亚人拒绝提供物资，所以水手委员会只得决定前往克里米亚的费奥多西亚。军舰于7月5日上午到达费奥多西亚，然而该市官员也拒绝给他们提供食物以外的东西。第二天早晨起义者试图截获几艘运送煤炭的驳船，但港口的驻军伏击了他们，并杀死或逮捕30名涉事水手中的22人。于是在下午委员会决定将船驶回康斯坦察。

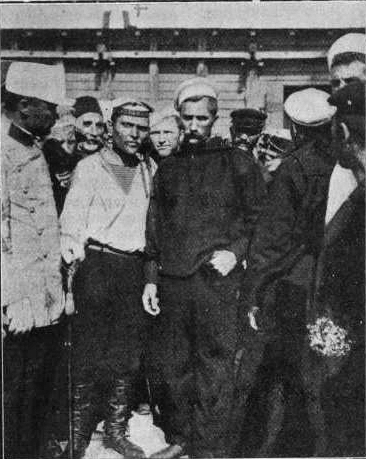
起义的领导者马秋申科，中间左侧站立者。摄于1905年7月抵达康斯坦察港后，其左侧军官身着罗马尼亚制服。

7月8日，船回到了康斯坦察，这次被允许进入港口，因为该舰悬挂的是罗马尼亚的旗帜。这一举动也使得“波将金”号成为了罗马尼亚海军历史上唯一的一艘主力舰。“伊斯梅尔”号的船员第二天早上决定返回塞瓦斯托波尔并自首。在船员下船之前，马秋申科下令将“波将金”号的通海阀打开，使其半沉在海港底。

### 后期服役

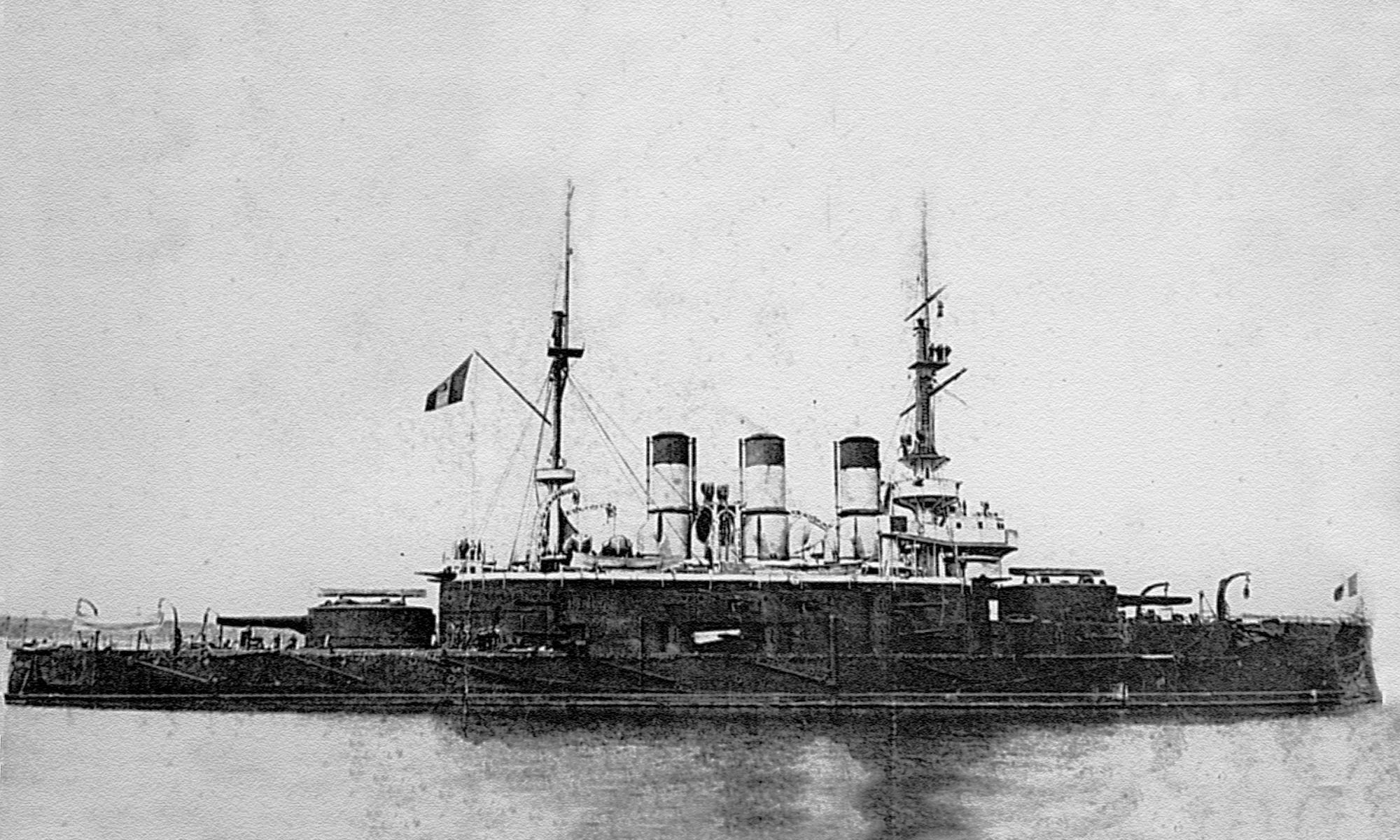
1905年7月，“波将金”号停泊在康斯坦察，桅杆上悬挂着罗马尼亚旗帜。

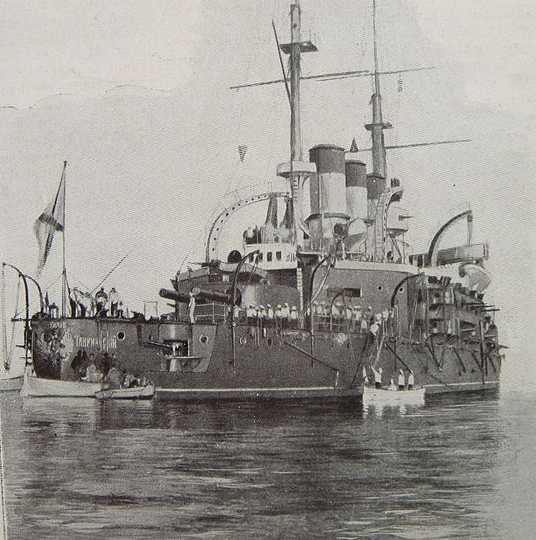
1905年7月“波将金”号在康斯坦察港口。

当俄国海军少将皮萨列夫斯基7月9日上午抵达康斯坦察时，他见到了半沉在海港依然悬挂着罗马尼亚国旗的“波将金”号。经过几个小时与罗马尼亚政府的谈判之后，战舰被允许归还给俄国。当天晚些时候，圣安德鲁旗再次在“波将金”号上升起。海军将船体打捞起，但海水损坏了该舰的发动机和锅炉。7月10日，“波将金”号离开康斯坦察，被拖回塞瓦斯托波尔并最终于7月14日抵达。1905年10月12日，该舰被依圣潘特莱蒙之名更名为“潘特莱蒙”号（俄语：Пантелеимон）。“潘特莱蒙”号上的部分船员之后参加了巡洋舰“奥恰科夫”号上1905年11月发生的兵变。但由于该舰早些时候已经解除了武装，所以这次起义很快就被镇压下去了。
1909年2月“潘特莱蒙”号安装了实验性水下通信装置。6月11日夜间，该舰不小心撞沉了鲤鱼级潜艇“鲫鱼”号，并造成艇上16名船员死亡。

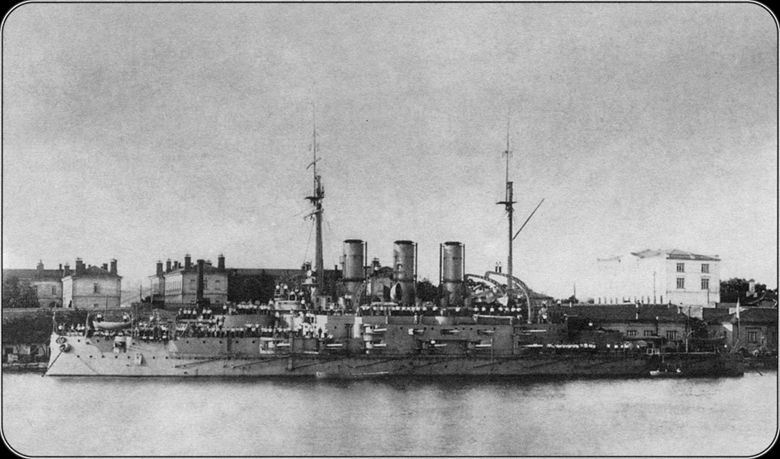
1911年，停泊在塞瓦斯托波尔的“潘特莱蒙”号。舰桥两翼的空中甲板和桅杆上的战斗桅楼已经被撤去。

1911年在参加完一次港口访问后返回康斯坦察时，“潘特莱蒙”号于10月2日在康斯坦察港海域搁浅。军方花费了数月的时间才将其脱浅并做了简单的维修，而其底部损伤的全貌在之后的数个月内都没有被全面检视。此后“潘特莱蒙”号进行了一年的休整参加日常训练和重炮演习，并进行了特别监护以确保此前损伤后留下的接缝不会在舰炮射击时开裂。1912年1月10日至4月25日期间对其进行了包括锅炉底座、护板和船体框架更换在内的永久维修。借此机会，海军将其引擎和锅炉进行了大修。

### 第一次世界大战
作为第一战列舰大队旗舰的“潘特莱蒙”号在前无畏舰“叶夫斯塔菲”号、“金口约翰”号和“三圣徒”号的陪伴下，于1914年11月17日早上为炮击特拉布宗的前无畏舰“罗斯季斯拉夫”号提供掩护。第二天他们在返回塞瓦斯托波尔的途中遭到奥斯曼帝国战列舰“严君塞利姆苏丹”号（原德国海军“戈本”号战列巡洋舰）和轻巡洋舰“米迪里”号（原德国海军“布雷斯劳”号轻巡洋舰）的拦截，就是后来所称的“萨利赫角战役”。尽管当时是午间时分，但由于海面有大雾，双方主力舰均未发现对方。虽然几艘战舰都开火了，但仅有“叶夫斯塔菲”号的一发炮弹命中了“严君塞利姆苏丹”号并将其一个副炮位击毁。“潘特莱蒙”号由于无法看见敌方战舰的所在，一直在向着错误的方位持续进行着炮击。

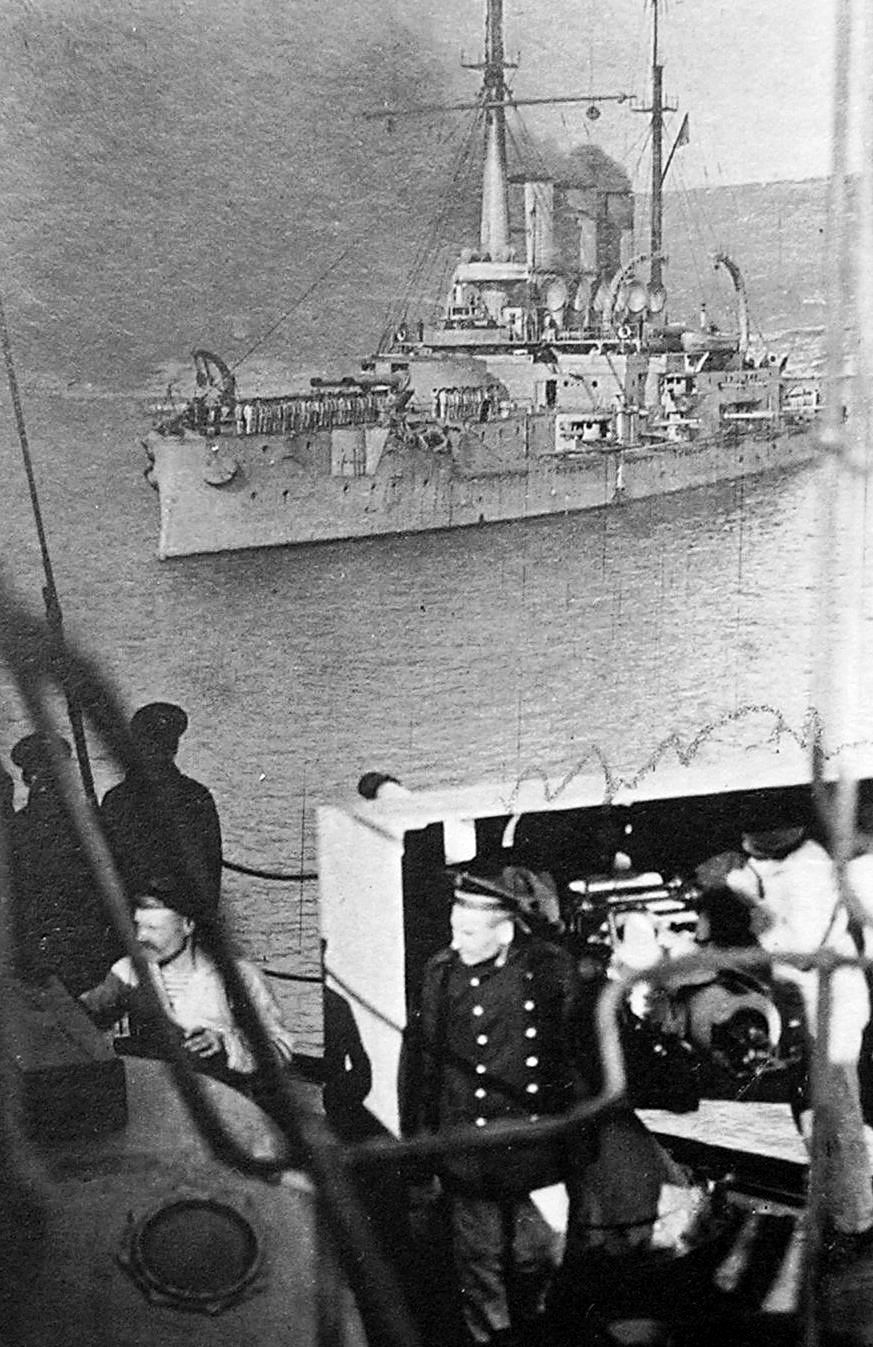
从“伊凡·兹拉托乌斯特”号上拍摄的“潘特莱蒙”号（约1915-1916年）

1915年3月18日，“三圣徒”号和“罗斯季斯拉夫”号轰炸在博斯普鲁斯海峡口的奥斯曼工事，最初的数次攻击旨在从正在进行的加里波利战场分流敌方注意力和兵力，但在该舰们北上重新加入“潘特莱蒙”号、“伊凡·兹拉托乌斯特”号和“叶夫斯塔菲”号的航队之前只发射了105发炮弹。第二天“三圣徒”号和“罗斯季斯拉夫”号原本第二天计划要返回继续进行炮击，但受到大雾阻碍。4月3日，“严君塞利姆苏丹”号和几艘土耳其海军军舰突击搜查俄罗斯在敖德萨的港口，俄罗斯战舰舰队出击前去拦截。俄军舰队追赶了“严君塞利姆苏丹”号一整天，但均未能达到有效射击范围，被迫停止追击。4月25日，“三圣徒”号和“罗斯季斯拉夫”号重新展开对博斯普鲁斯海峡炮台的轰击。5月2日和3日，“三圣徒”号、“罗斯季斯拉夫”号和“潘特莱蒙”号再次炮击港口。
1915年5月9日，在余下的前无畏舰的掩护下，“三圣徒”号和“潘特莱蒙”号掉头炮击博斯普鲁斯港。“严君塞利姆苏丹”号拦截住了掩护舰队的三艘战舰，但双方均无损伤。其后“三圣徒”号和“潘特莱蒙”号再次加入战局，后者在“严君塞利姆苏丹”号退出战斗之前击中了该舰两发。由于“严君塞利姆苏丹”号具备有较高的航速，俄国战舰在持续追逐了该舰六个小时后放弃了追击。8月1日，更强大的无畏舰“玛丽亚皇后”号开始服役后，所有黑海舰队的前无畏舰被转移到第二战舰大队。10月1日，“玛丽亚皇后”号为攻击宗古爾達克的“伊凡·兹拉托乌斯特”号、“潘特莱蒙”号和炮轰科兹卢附近小镇的“叶夫斯塔菲”号提供掩护。1915年10月下旬，本舰两次炮击瓦尔纳，在10月27日第二次炮击时，该舰进入了瓦尔纳湾，并遭到驻扎在那里的两艘德国潜艇不成功的攻击。
1916年年初“潘特莱蒙”号与“三圣徒”号和“罗斯季斯拉夫”号带领“尼古拉一世”号协助俄罗斯军队占领特拉比松，并于1917年1月参加了对安纳托利亚西北海岸的“反航运扫荡”活动，击毁了39艘奥斯曼帝国航船。1917年4月13日二月革命后，该舰更名为“波将金·塔夫里切斯基”号（俄语：Потёмкин-Таврический），之后于5月11日再次更名为“自由战士”号（俄语：Борец за свободу）。

### 转后备和退役

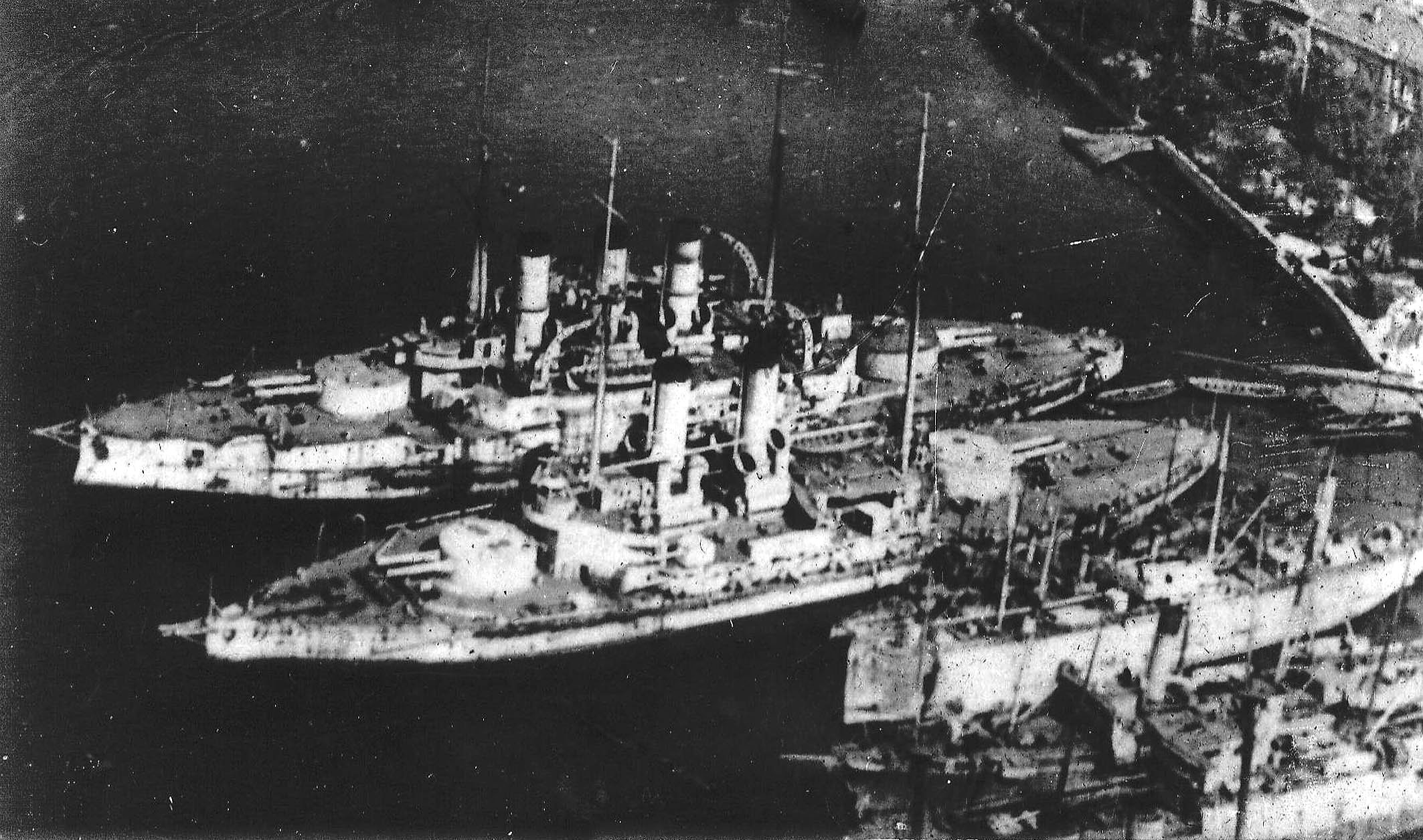
乌克兰共和国时期塞瓦斯托波尔港的情形
下方，双烟囱的战舰是第3战舰大队所属“三圣徒”号；其右舷，也就是画面上方是第2战舰大队所属的“自由战士”号。

1918年3月，“自由战士”号被编入预备役并停放在塞瓦斯托波尔，5月被德军俘获。1918年12月停战后他们将船交给了协约国军。1919年4月19日，当英军离开克里米亚时，他们毁掉了该舰的引擎，以防止推进而来的布尔什维克利用该舰针对俄国白军。俄国内战时期“自由战士”号曾被交战双方都俘获过，但在1920年11月白军撤出克里米亚时被弃置于原地。1923年起，该舰被废弃，直到1925年11月21日才正式从海军序列中除籍。

## 后续影响

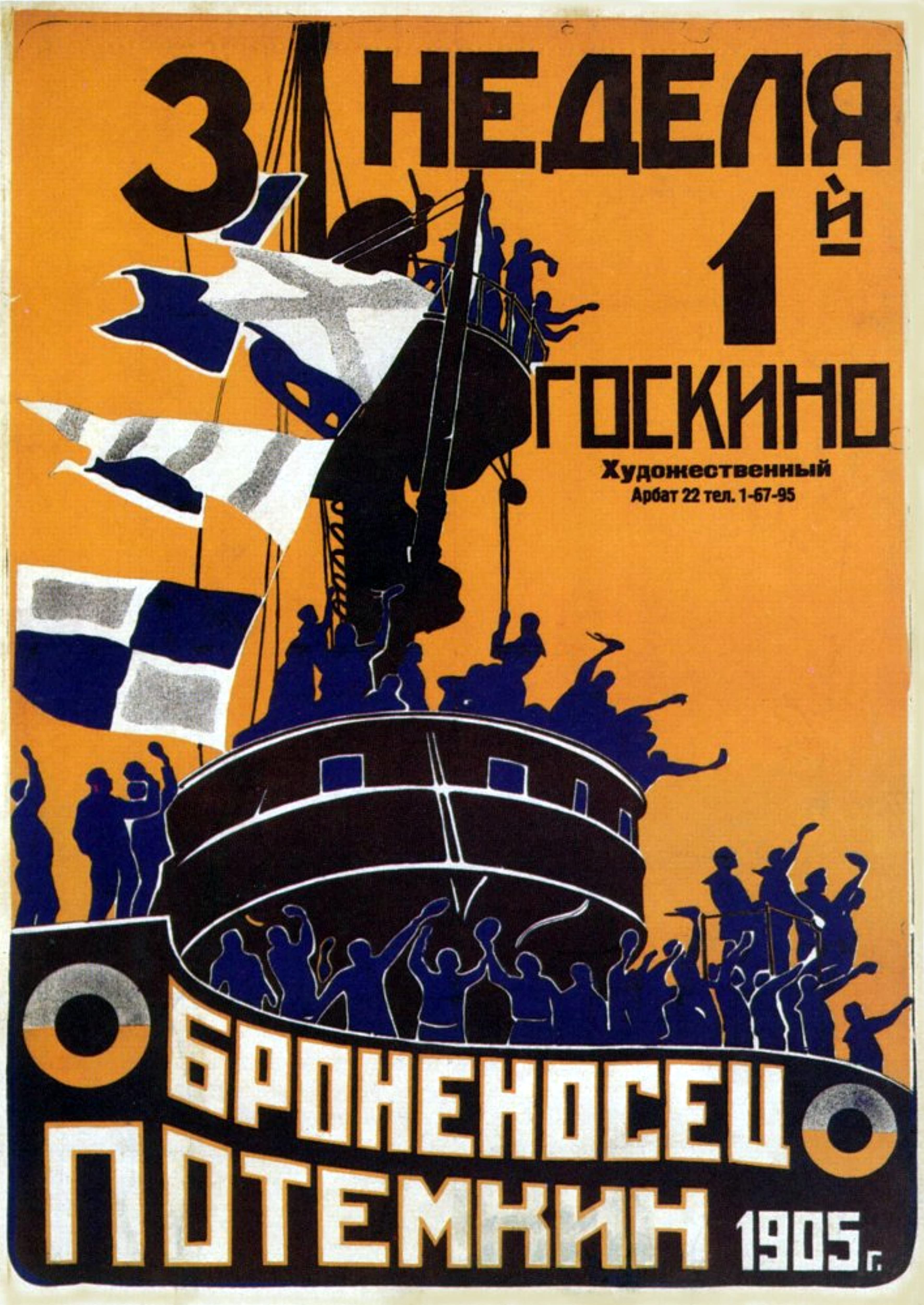
谢尔盖·爱森斯坦1925年拍摄电影的海报戏剧化的展现了这次起义。

1905年“波将金”号上发生的哗变所带来的影响是难以估量的。可能直接影响到沙皇尼古拉二世作出结束日俄战争并接受十月宣言的决定。作为兵变的实证，沙皇政权失去了军队的绝对忠诚。兵变的失败并没有能阻止这一年后来煽动叛乱的其他革命者，包括塞瓦斯托波尔起义。这一主题最重要的艺术作品是谢尔盖·米哈依洛维奇·爱森斯坦1925年拍摄的无声电影《战舰波将金号》（原定的标题是《铁甲舰波将金号》）。而由费迪南·齐卡或吕西安·农格（或是两者合作）执导的法国默片《俄国革命》（1905年上映），则比爱森斯坦所拍摄的更为著名的《战舰波将金号》早了20年。
按照马克思主义的学说，历史是由集体行动，而不是个人所形成的，爱森斯坦没有在他的电影单单突出任何一个个人，而是专注于“群众主角”。苏联电影评论家普遍称赞这一做法，戏剧评论家阿列克谢·格沃兹杰夫在杂志《艺术生命》（俄语：Жизнь искусства）上写道：“影片《战舰波将金号》就如同在老剧场中所演绎的一样，没有个人英雄。”
“波将金”号的起义及其电影对1933年在荷兰发生的“德泽文普洛文思”号起义事件产生了影响。参加此次起义的水手们作证说他们是受到了电影《战舰波将金号》的影响而行动的。此外，英国史学作家理查德·霍夫的纪实文学《波将金叛变》（The Potemkin Mutiny）于1961年以英语出版。该书的日语译本《战舰波将金号的起义》（日语：戦艦ポチョムキンの反乱）由由良君美翻译，1962年12月在筑摩书房的《世界纪实文学全集37》（日语：世界ノンフィクション全集37）系列中初次出版，此后在2003年10月又在讲谈社讲谈社学术文库系列中以文庫本再版。

### 神化
苏联时代，波将金号的起义被当作是革命的神话。布尔什维克党领导人列宁称1905年俄国革命——包括波将军号起义——是1917年革命成功之前的一次“彩排”。共产党抓住这次事件将其作为其政治宣传的象征，片面强调它们在兵变中的作用。事实上，马秋申科曾明确地拒绝了布尔什维克，因为他和兵变的其他领导人都是各式各样的社会主义者，他们对共产主义并不以为意。
记载兵变最著名的是谢尔盖·爱森斯坦1925年拍摄的无声电影《战舰波将金号》，影片于布尔什维克在1917年至1922年的俄国内战中取得胜利后不久，也就是1925年“波将金号起义”20周年之际，硬是于短短三个月时间内安排拍摄的。这年春天，爱森斯坦被要求拍摄电影《一九〇五年》作为1905年俄国革命20周年纪念电影，在这过程中“波将金”号的起义被作为了整个革命进程中的一个焦点，最终电影《战舰波将金号》由《一九〇五年》剧本的一小段情节发展而成。然而，当摄制组在寻找可以用作为电影拍摄舞台场景的舰船时，“波将金”号船上的设备已经被拆卸殆尽无法被使用于电影场景的拍摄，而此时的波罗的海舰队和黑海舰队中也已经没有类似形态的舰船。在电影摄制组的苦心寻找下，最终发现了被用作水雷仓库、比“波将金”号更古旧的装甲舰“十二使徒”号，其背向陆地（面向大海）的一侧被别出心裁的用于拍摄海上有大海背景的画面。由于船上仍旧安置着有爆炸危险的水雷，拍摄过程中被要求十分安静。除此之外，拍摄中也用到了与“波将金”号同一时期建造的巡洋舰“共产国际”号。“波将金”号全身出现的场景是在莫斯科萨东诺夫斯基公眾浴場的“摩尔式”浴池木屋里，以模型浮在水池中呈现的。爱森斯坦将这次起义重塑为1917年使得布尔什维克得以掌权的十月革命的先导。他着重于强调影片中的角色，并暗示兵变失败是因为马秋申科和其他领导人并没有比布尔什维克主义者们更为先进的支持。爱森斯坦在其他一些地方也进行了改动以使得故事更加戏剧化，忽略了“波将金”号停泊期间席卷敖德萨码头区的重大火灾，加入了因蒙太奇手法而在后来著称于世的阶梯大屠杀（现称波将金阶梯）桥段。

## 图库

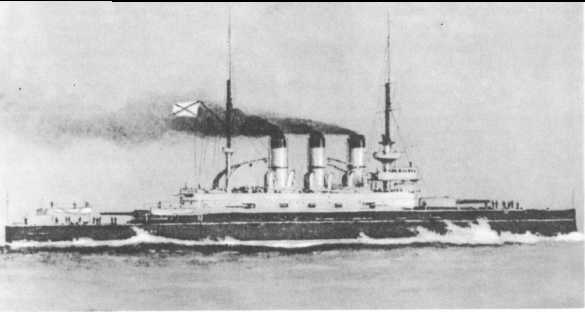
1905年，正在进行海试的“波将金·塔夫里切斯基亲王”号。
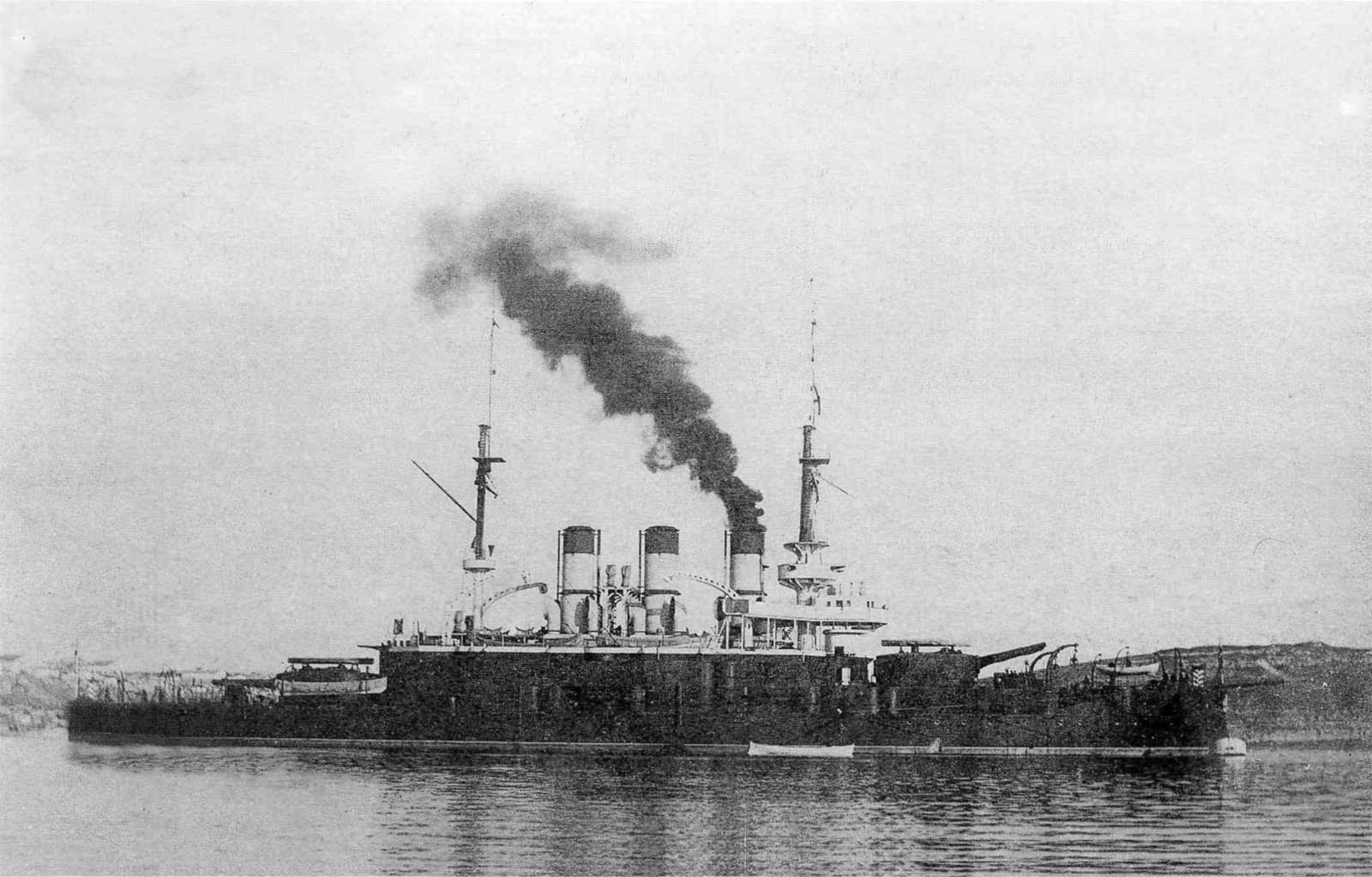
1905年夏在塞瓦斯托波尔拍摄到的“波将金·塔夫里切斯基亲王”号。
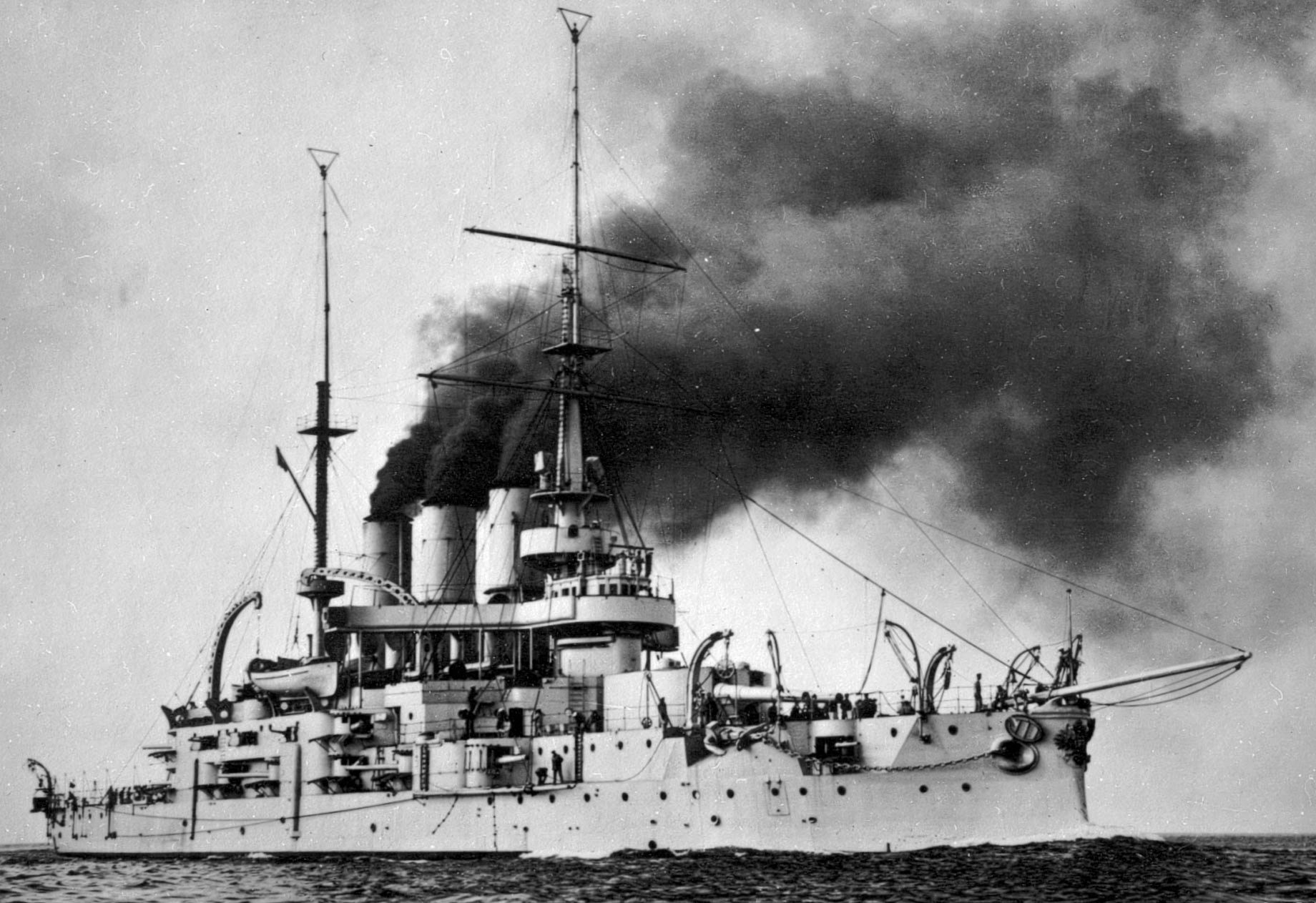
1906年拍摄的“波将金”号。
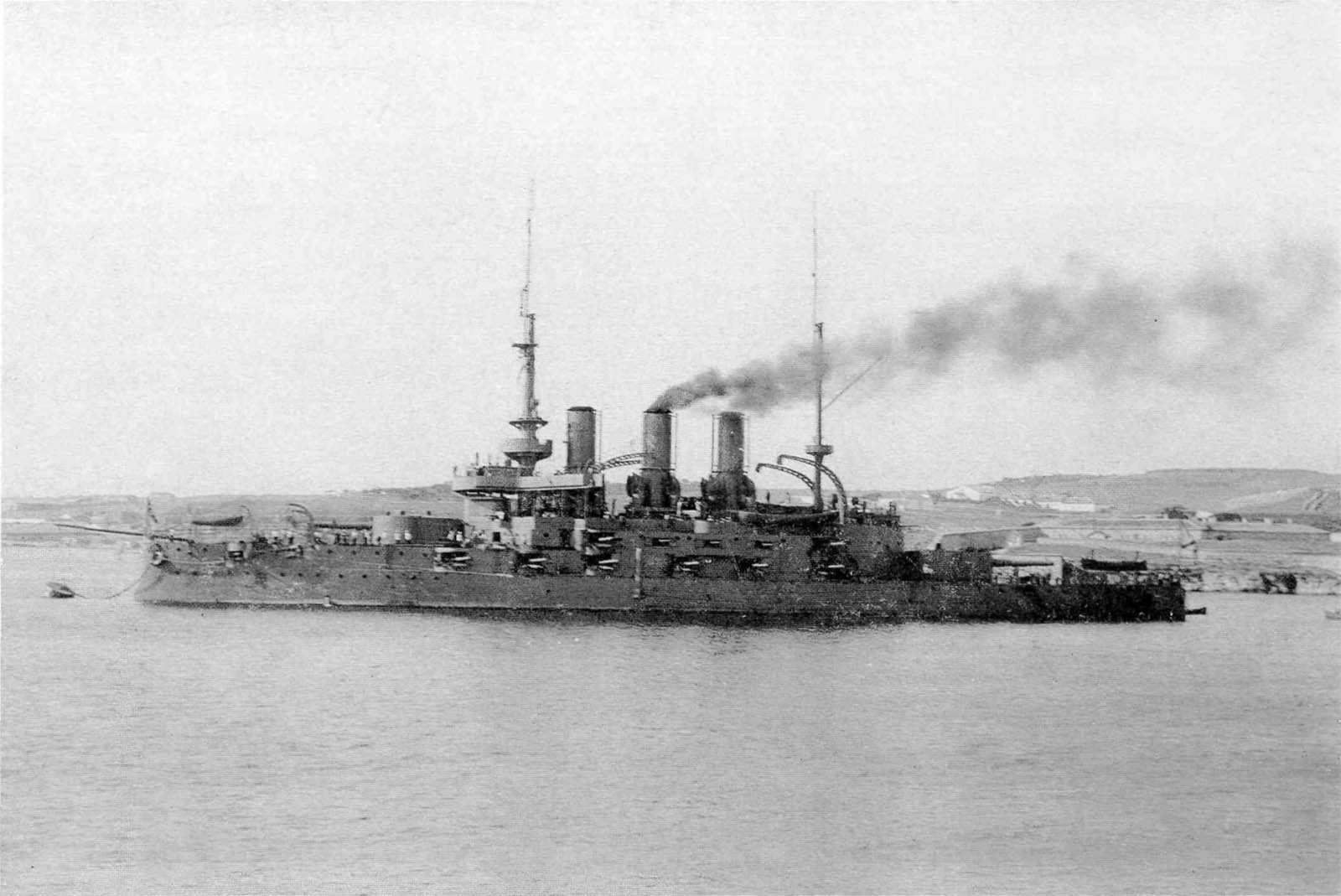
1908年在塞瓦斯托波尔拍摄到的现代化改装之前的“潘特莱蒙”号。
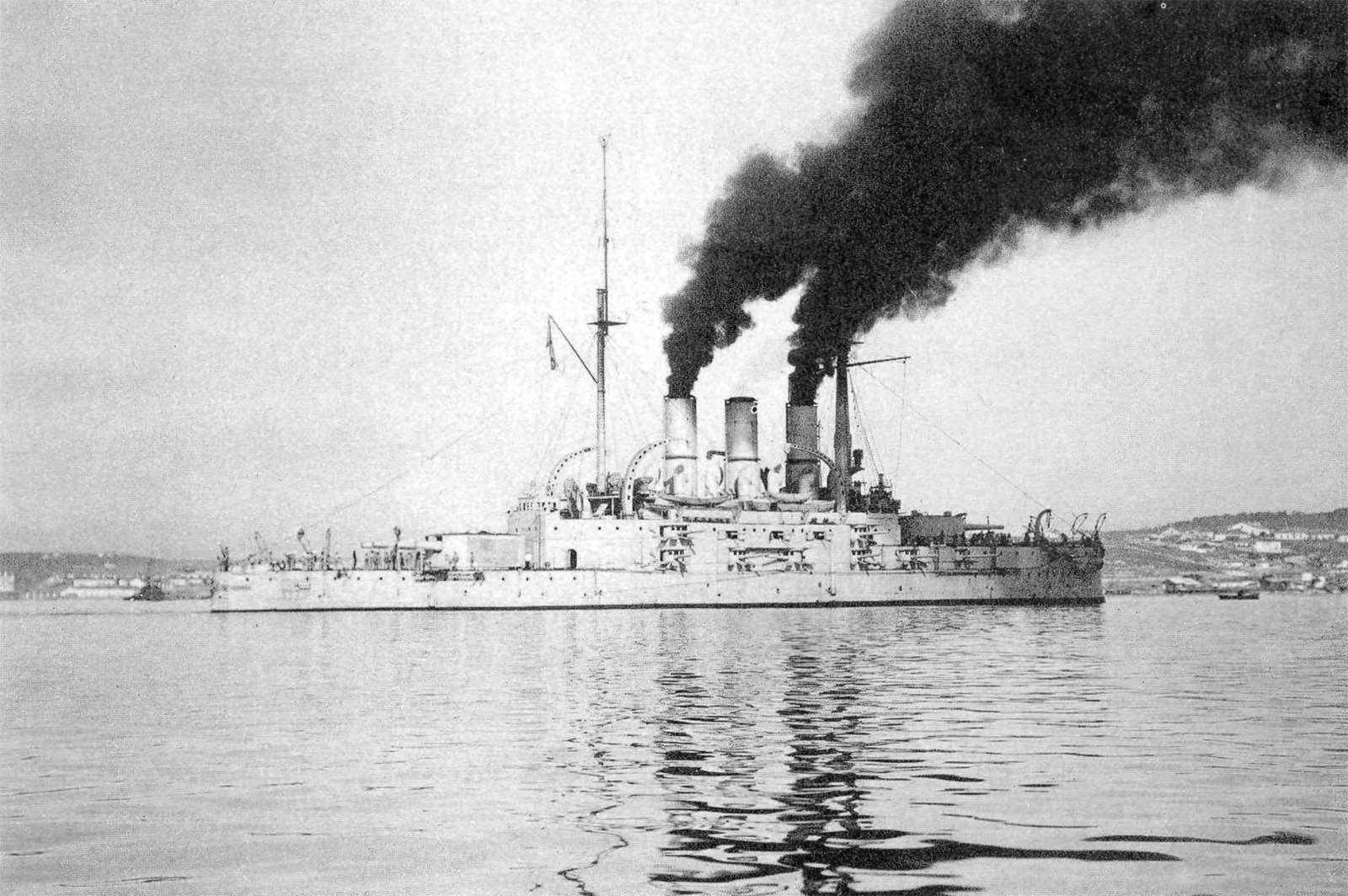
1911年在塞瓦斯托波尔拍摄到的现代化改装之后的“潘特莱蒙”号。舰尾方向。
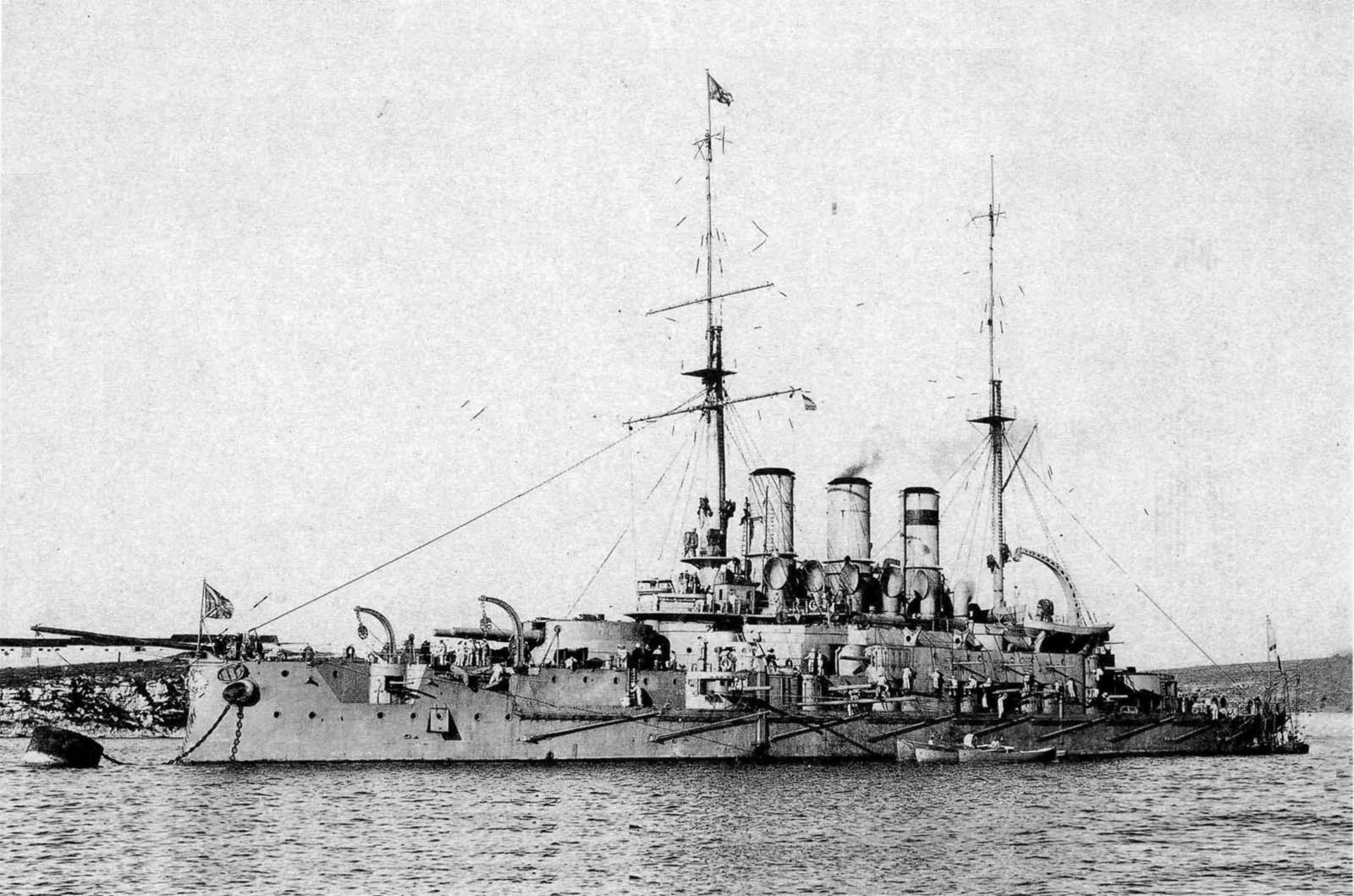
1912年夏在塞瓦斯托波尔拍摄到的现代化改装之后的“潘特莱蒙”号。

### 纪念品

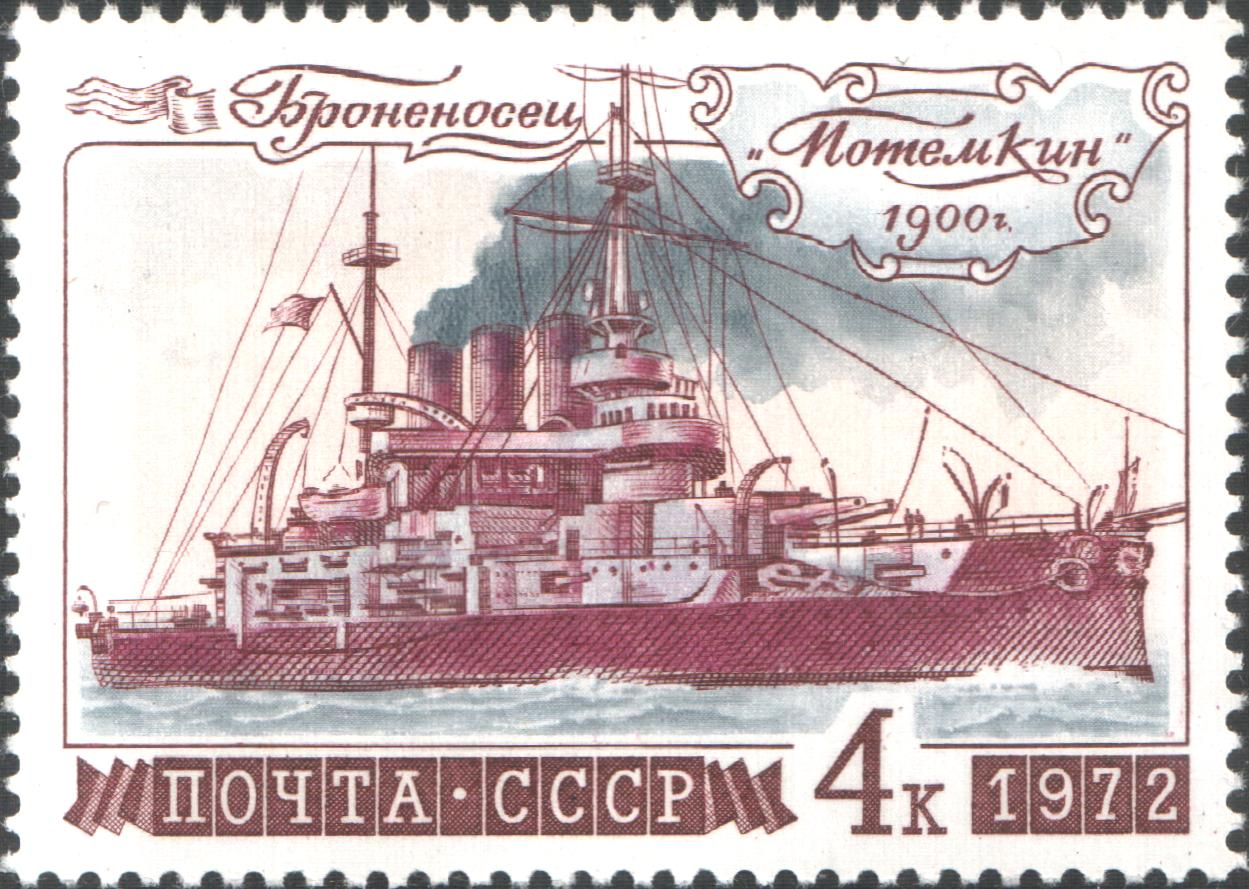
1972年发行的“波将金”号4卢布纪念邮票。
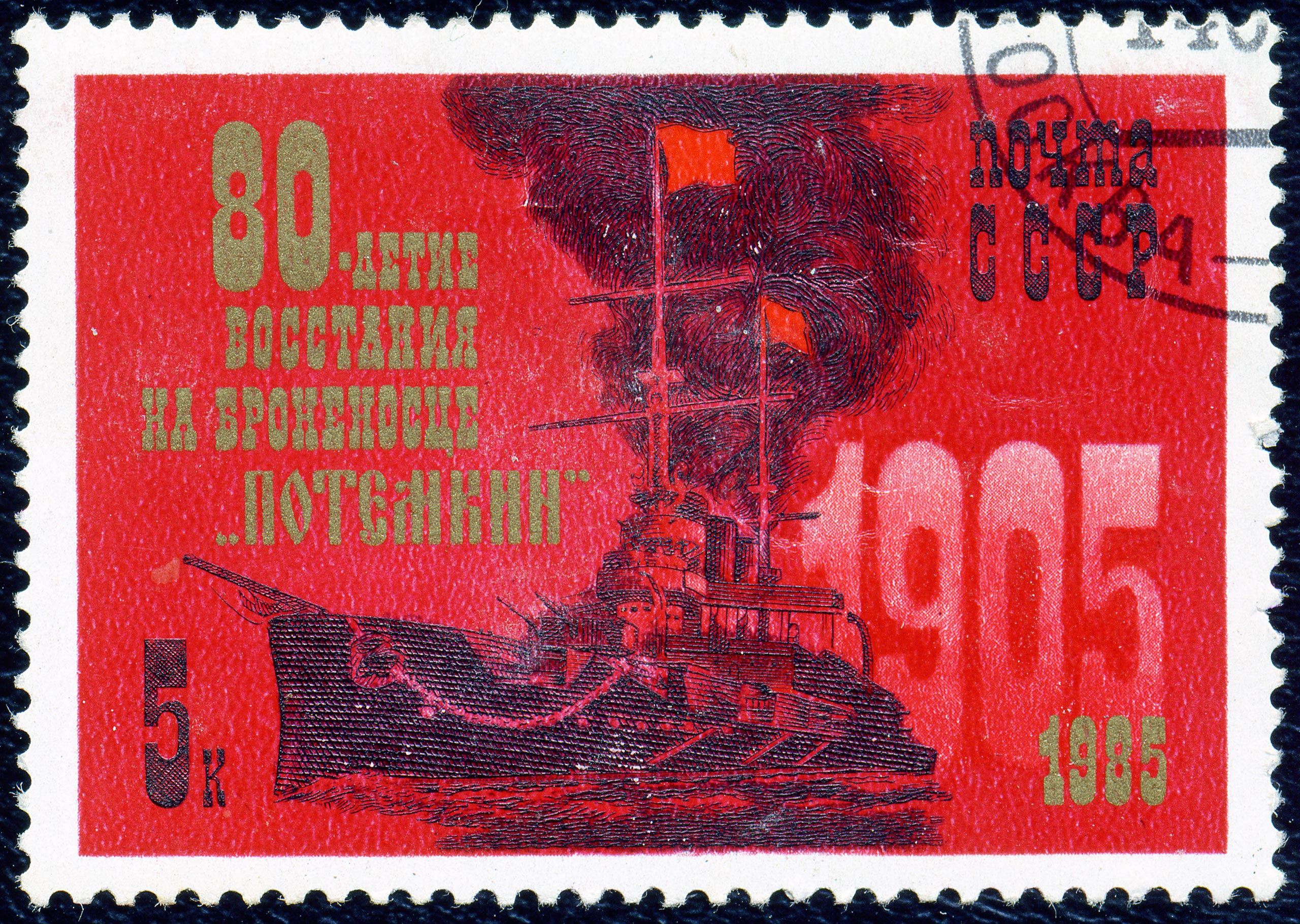
1985年发行的“波将金号起义”80周年5卢布纪念邮票。
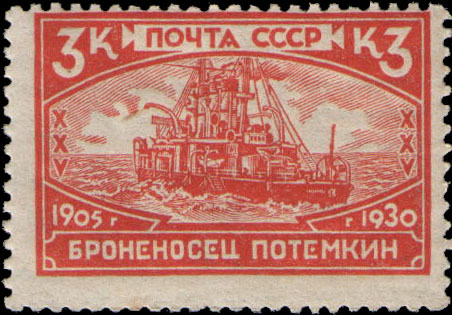
1930年发行的纪念1905年革命25周年邮票。

## 脚注

### 译注
1. ↑  译名参考自《战舰波将金号》[1]，另有译名为“波捷姆金·塔夫里切夫斯基公爵”号[2]、“塔夫利达波将金”号[3]
2. ↑  译名参考自《舰载武器》2006年第2期[4]
3. ↑  译名参考自《俄国与苏联海上力量史》[5]和《舰载武器》2006年第2期[4]
4. ↑  译名参考自《舰载武器》2006年第2期[4]
5. ↑  译名参考自《机电词典》[6]
6. ↑  译名参考自《俄国与苏联海上力量史》[5]
7. ↑  译名参考自俄罗斯旅游中文网[26]
8. ↑  译名参考自俄罗斯旅游中文网[26]
9. ↑  译名参考自《汉英综合大辞典  下》[33]
10. ↑  译名参考自《舰载武器》2006年第2期[21]，另有来源译作“潘捷莱蒙”号[5][38]或“潘泰莱蒙”号[39]。
11. ↑  另有译名为“奥查科夫”号[41]
12. ↑  译名参考自《无畏之海：第一次世界大战海战全史》[46]，另有来源译为“赛利姆国王”号[47]
13. ↑  译名参考自《无畏之海：第一次世界大战海战全史》[48]
14. ↑  译名参考自《俄国与苏联海上力量史》[49]，另有来源译为“米迪利”号[46]
15. ↑  译名参考自《无畏之海：第一次世界大战海战全史》[50]，另有来源译为“布勒斯劳”号[51]
16. ↑  译名参考自《俄国与苏联海上力量史》[56]
17. ↑  译名参考自《战舰波将金号》[1]
18. ↑  译名参考自《舰载武器》2006年第2期[3]
19. ↑  译名参考自《外国电影明星大辞典》[59]
20. ↑  译名参考自《塞万提斯学术史研究》[60]
21. ↑  译名参考自《战舰波将金号》[71]

### 出处
1. 1 2  《战舰波将金号》，1959年，第10页
2. ↑  《俄国与苏联海上力量史》 1983年，第669页
3. 1 2 3 4 5  《舰载武器》 2006年，第2期，第48页
4. 1 2 3 4  《舰载武器》 2006年，第2期，第42页
5. 1 2 3 4  《俄国与苏联海上力量史》 1983年，第674页
6. ↑  上海交通大学 1991，第707頁
7. ↑  McLaughlin 2003, pp. 117–118
8. ↑  Silverstone, p. 378
9. ↑  《舰载武器》 2006年，第2期，第43页
10. ↑  McLaughlin 2003, pp. 116, 121
11. 1 2  McLaughlin 2003, p. 116
12. ↑  McLaughlin 2003, pp. 116, 119–120
13. 1 2 3 4  《舰载武器》 2006年，第2期，第45页
14. 1 2 3 4 5 6 7 8 9 10  McLaughlin 2003, p. 119
15. ↑  Friedman, pp. 251–253[[[Wikipedia:格式手册/链接#章節|錨點失效]]]
16. 1 2 3 4  《舰载武器》 2006年，第2期，第44页
17. ↑  Friedman, pp. 260–261[[[Wikipedia:格式手册/链接#章節|錨點失效]]]
18. ↑  Friedman, p. 264[[[Wikipedia:格式手册/链接#章節|錨點失效]]]
19. ↑  Smigielski, p. 160
20. ↑  Friedman, p. 348[[[Wikipedia:格式手册/链接#章節|錨點失效]]]
21. 1 2 3  《舰载武器》 2006年，第2期，第47页
22. 1 2  McLaughlin 2003, pp. 294–295
23. 1 2  McLaughlin 2003, p. 304
24. ↑  Watts, p. 24[錨點失效]
25. ↑  Bascomb, p. 20–24
26. 1 2  透视俄罗斯 2013[錨點失效]
27. ↑  《舰载武器》 2006年，第2期，第46页
28. ↑  Bascomb, pp. 60–72, 88–94, 96–103
29. ↑  Bascomb, pp. 55–60, 112–27, 134–53, 164–67, 170–78
30. ↑  Bascomb, pp. 179–201
31. ↑  Zebroski, p. 21
32. ↑  Bascomb, pp. 224–227, 231–247, 252–254, 265–270, 276–281
33. ↑  吴光华 2004，第4654頁.
34. ↑  Bascomb, pp. 286–295
35. ↑  Jonathan 2012
36. ↑  Bascomb, p.297
37. 1 2 3 4 5 6 7  McLaughlin 2003, p. 121
38. ↑  刘杨 (2021)，第146頁.
39. ↑  Silverstone, p. 380
40. ↑  《俄国与苏联海上力量史》 1983年，第673页
41. ↑  Godin & Palmer, p. 33
42. ↑  Polmar & Noot, p. 230
43. ↑  Edwyn p. 61–62
44. ↑  McLaughlin 2003, pp. 120–121, 172, 295
45. 1 2  《无畏之海：第一次世界大战海战全史》 2013年，第89页
46. ↑  《俄国与苏联海上力量史》 1983年，第680页
47. ↑  《无畏之海：第一次世界大战海战全史》 2013年，第80页
48. ↑  《俄国与苏联海上力量史》 1983年，第671页
49. ↑  《无畏之海：第一次世界大战海战全史》 2013年，第81页
50. ↑  《国际展望》 2005年，第20期，第82页
51. ↑  McLaughlin 2001, pp. 123, 127
52. 1 2  Nekrasov, pp. 49, 54
53. ↑  Halpern, p. 230
54. ↑  Halpern, p. 231
55. ↑  《俄国与苏联海上力量史》 1983年，第668页
56. ↑  Nekrasov, p. 67
57. ↑  Nekrasov, p. 116
58. ↑  颜永先 1991，第1075頁.
59. ↑  陈众议 2014，第101頁.
60. ↑  Oscherwitz & Higgins, pp. 320–321
61. ↑  Bordwell, pp. 43, 267
62. ↑  Taylor, p. 76
63. ↑  Quoted in Taylor, p. 78
64. ↑  1974年参照。
65. ↑  Bascomb, p. 185
66. 1 2 3  Bascomb, pp. 183–184
67. ↑  1974年、p.82参照。
68. ↑  1974年、p.112参照。
69. ↑  McLaughlin 2003, p. 52
70. 1 2 3 4  《战舰波将金号》，1959年，第11页
71. ↑  セルゲイ・M・エイゼンシュテイン著、エイゼンシュテイン全集刊行委員会訳「十二使徒号」『エイゼンシュテイン全集 第1部人生におけるわが芸術 第2巻 戦艦ポチョムキン』キネマ旬報社、1974年、p.22-79。論文自体は1945年に書かれたもの。

## 期刊来源
- 科京. . 舰载武器 (河南省郑州市: 郑州机电工程研究所).   [2016-06-26]. ISSN 1671-3273. （原始内容存档于2016-06-26） （中文（中国大陆））.
- 倪海宁. . 国际展望 (上海市: 上海市国际问题研究院). 2005, (20)  [2016-06-26]. ISSN 1006-1568. （原始内容存档于2016-06-26） （中文（中国大陆））.